# Carpaneto Piacentino
Carpaneto Piacentino är en ort och kommun i provinsen Piacenza i regionen Emilia-Romagna i Italien. Kommunen hade 7 740 invånare (2018).